# Cem Türkmen
Cem Tuna Türkmen (Colonia, 29 marzo 2002) è un calciatore turco con cittadinanza tedesca, centrocampista svincolato.

## Carriera

### Club
Nato in Germania da genitori di origini turche, è cresciuto nel settore giovanile del Bayer Leverkusen, con cui ha esordito in prima squadra il 3 dicembre 2020, in occasione dell'incontro di Europa League vinto per 3-2 in trasferta contro il Nizza. Nel 2021 è stato acquistato dal Clermont Foot, che lo ha ceduto in prestito biennale all'Austria Lustenau.

### Nazionale
Ha giocato nelle nazionali giovanili turche Under-17 ed Under-21.

## Statistiche

### Presenze e reti nei club
Statistiche aggiornate al 22 aprile 2023.
| Stagione                | Squadra                 | Campionato              | Campionato | Campionato | Coppe nazionali | Coppe nazionali | Coppe nazionali | Coppe continentali | Coppe continentali | Coppe continentali | Altre coppe | Altre coppe | Altre coppe | Totale | Totale |
| Stagione                | Squadra                 | Comp                    | Pres       | Reti       | Comp            | Pres            | Reti            | Comp               | Pres               | Reti               | Comp        | Pres        | Reti        | Pres   | Reti   |
| ----------------------- | ----------------------- | ----------------------- | ---------- | ---------- | --------------- | --------------- | --------------- | ------------------ | ------------------ | ------------------ | ----------- | ----------- | ----------- | ------ | ------ |
| 2020-2021               | Bayer Leverkusen        | BL                      | 0          | 0          | CG              | 0               | 0               | UEL                | 2                  | 0                  |             | -           | -           | 2      | 0      |
| 2021-2022               | Austria Lustenau        | 1L                      | 26         | 1          | CA              | 2               | 0               |                    | -                  | -                  |             | -           | -           | 28     | 1      |
| 2022-2023               | Austria Lustenau        | BL                      | 25         | 0          | CA              | 2               | 0               |                    | -                  | -                  |             | -           | -           | 27     | 0      |
| Totale Austria Lustenau | Totale Austria Lustenau | Totale Austria Lustenau | 51         | 1          |                 | 4               | 0               |                    | -                  | -                  |             | -           | -           | 55     | 1      |
| Totale carriera         | Totale carriera         | Totale carriera         | 51         | 1          |                 | 4               | 0               |                    | 2                  | 0                  |             | -           | -           | 57     | 1      |

## Palmarès

### Club

#### Competizioni nazionali
- 2. Liga: 1

Austria Lustenau: 2021-2022